# Masayuki suzuki 30th Anniversary Special 鈴木雅之 with オーケストラ・ディ・ローマ Featuring 服部隆之
『masayuki suzuki 30th Anniversary Special 鈴木雅之 with オーケストラ・ディ・ローマ Featuring 服部隆之』（マサユキ スズキ サーティー アニバーサリー スペシャル スズキマサユキ ウィズ オーケストラ・ディ・ローマ フィーチャリング ハットリタカユキ）は、2017年12月6日に発売した鈴木雅之のライブ・ビデオ。

## 解説
2017年4月19日横浜みなとみらいホールで行われた鈴木雅之初のオーケストラライブの映像化。カバー・アルバム『DISCOVER JAPAN』シリーズ3部作をともに制作してきた服部隆之を指揮に迎え、イタリアローマで活躍するオーケストラとの共演の模様が収録されている。

## 収録曲
| 全編曲: 服部隆之。 | |                                                             |                                         |       |
| #                  | タイトル | 作詞                                                        | 作曲                                    | 時間  |
| 1.                 | 「Opening〜シャネルズ・ラッツ & スター・鈴木雅之メドレー（街角トワイライト〜ハリケーン〜夢で逢えたら〜もう涙はいらない〜渋谷で５時〜め組のひと〜ランナウェイ）」 |                                                             |                                         | 4:42  |
| 2.                 | 「ガラス越しに消えた夏」 | 松本一起                                                    | 大沢誉志幸                              | 11:52 |
| 3.                 | 「冬のリヴィエラ」 | 松本隆                                                      | 大瀧詠一                                | 4:20  |
| 4.                 | 「愛燦燦」 | 小椋佳                                                      | 小椋佳                                  | 12:25 |
| 5.                 | 「少年時代」 | 井上陽水                                                    | 井上陽水、平井夏美                      | 3:33  |
| 6.                 | 「いつか街で会ったなら」 | 喜多条忠                                                    | 吉田拓郎                                | 10:35 |
| 7.                 | 「好きにならずにはいられない」 | George Weiss、Hugo Peretti and Creatore 日本語詞:湯川れい子 | George Weiss、Hugo Peretti and Creatore | 10:43 |
| 8.                 | 「華麗なる一族」 |                                                             | 服部隆之                                | 10:01 |
| 9.                 | 「哀のマリアージュ」 | 谷村新司                                                    | 谷村新司                                | 13:02 |
| 10.                | 「東京ブギウギ」 | 鈴木勝                                                      | 服部良一                                | 2:29  |
| 11.                | 「ランナウェイ」 | 湯川れい子                                                  | 井上忠夫                                | 3:38  |
| 12.                | 「め組のひと」 | 麻生麗二                                                    | 井上大輔                                | 4:08  |
| 13.                | 「夢で逢えたら」 | 大瀧詠一                                                    | 大瀧詠一                                | 9:26  |
| 14.                | 「恋人」 | 西尾佐栄子                                                  | 松尾清憲                                | 11:44 |
| 15.                | 「愛し君へ」(アンコール) | 御徒町凧                                                    | 森山直太朗                              | 9:21  |
| 特典映像.          | 「鈴木雅之×服部隆之×アントニオ・ペレグリーノSpecial Talk」 |                                                             |                                         |       |